# 曹均
曹均（?—219年）是漢末三國時期的人物，曹操的儿子，母親是周姬。

## 生平
曹均被過繼給叔父薊恭公曹彬，成為其後嗣。
217年，曹均被封為樊侯。
219年，曹均去世，他的兒子曹抗繼承了樊侯的爵位。
221年，曹均被追諡為樊安公。

## 家庭

### 父
- 曹操

### 母
- 周姬

### 叔伯
- 曹彬，曹均的叔父，諡號為薊恭公。

### 妻
- 張氏，張繡的女兒。

### 子
- 曹抗，嗣爵。
- 曹琬，出继曹操长子曹昂，封中都公、长子公，后袭丰王。
- 曹敏，出继曹矩，后改封琅邪王。

### 孫
- 曹諶，曹抗之子，嗣爵。
- 曹廉，曹琬之子。

## 延伸阅读
[在维基数据编辑]
 《三國志·卷20》，出自陳壽《三國志》